# خوسيه خوان لوكي
خوسيه خوان لوكي (بالإسبانية: José Juan Luque Jiménez) هو لاعب كرة قدم إسباني في مركز نصف الجناح، ولد في 16 أكتوبر 1977 في قطنيانة في إسبانيا. شارك مع منتخب إسبانيا تحت 18 سنة لكرة القدم. أما مع النوادي، فقد لعب مع أتلتيكو مدريد ب وأتلتيكو مدريد وإسبانيول وإشبيلية أتلتيكو وريال مورسيا وسيوداد دي مورسيا ونادي البسيط ونادي إشبيلية ونادي إلتشي ونادي بطليوس ونادي ديوسجوري ونادي مالقا.

## وصلات خارجية
- خوسيه خوان لوكي على موقع قاعدة بيانات كرة القدم.إي يو (الإنجليزية)
- خوسيه خوان لوكي على موقع Soccerway.com (الإنجليزية)